# Obroatis chloropis
Obroatis chloropis är en fjärilsart som beskrevs av George Francis Hampson 1926. Obroatis chloropis ingår i släktet Obroatis och familjen nattflyn. Inga underarter finns listade i Catalogue of Life.